# Сан-Мартіню-де-Ешкаріш
Сан-Мартіню-де-Ешкаріш (порт. São Martinho de Escariz; МФА: [ˈsɐ̃w maɾ.ˈti.ɲu dɨ ʃ.kɐ.ˈɾiʃ]) — парафія в Португалії, у муніципалітеті Віла-Верде. Розташована в північно-західній частині країни, на теренах історичної португальської провінції Дору-Міню. Входить до складу округу Брага. За адміністративним поділом, чинним до 1976 року, терени парафії були складовою провінції Міню. Належить до Бразької архідіоцезії Католицької церкви. Патрон — Мартин Турський. Площа — 2,3617 км². Населення — 361 ос. (2011). Слабо урбанізований регіон. Густота населення — 152,86 осіб/км²
. Код — 031346.

## Назва
- Ешкаріш (Сан-Мартіню) (порт. Escariz (São Martinho)) — офіційна назва.

## Населення
| Кількість мешканців | Кількість мешканців | Кількість мешканців | Кількість мешканців | Кількість мешканців | Кількість мешканців | Кількість мешканців | Кількість мешканців | Кількість мешканців | Кількість мешканців | Кількість мешканців | Кількість мешканців | Кількість мешканців | Кількість мешканців | Кількість мешканців |
| ------------------- | ------------------- | ------------------- | ------------------- | ------------------- | ------------------- | ------------------- | ------------------- | ------------------- | ------------------- | ------------------- | ------------------- | ------------------- | ------------------- | ------------------- |
| 1864                | 1878                | 1890                | 1900                | 1911                | 1920                | 1930                | 1940                | 1950                | 1960                | 1970                | 1981                | 1991                | 2001                | 2011                |
| 374                 | 416                 | 441                 | 401                 | 435                 | 409                 | 375                 | 425                 | 436                 | 450                 | 326                 | 411                 | 355                 | 354                 | 361                 |